# Munte (waterschap)
De Munte is een voormalig waterschap in de Nederlandse provincie Groningen.

## Ligging
Het schap was de voortzetting van het waterschap De Eersteling uit 1867. De noordgrens lag bij het Winschoterdiep en de (verdwenen) Oude Ae, de oostgrens lag langs de Meenteweg en de Weth. L. Veemanweg (grotendeels iets westelijk daarvan), de zuidgrens lag bij de Beneden Veensloot, de Duurkenakker, de Ruilverkavelingsweg en de Nieuweweg, de westgrens lag iets westelijk van de zijtak van de Daaleweg en het verlengde hiervan.
Door het waterschap liep het Meedenerdiep, waaronder een onderleider lag (de Muntendammer grondpomp). Het (stoom)gemaal stond in het noordoosten van het schap, net ten zuiden van de spoorlijn Groningen-Duitsland. Deze sloeg uit op een 800 m lange hoofdwatergang die uitkwam in de Meedemerafwatering. 
Waterstaatkundig gezien ligt het gebied sinds 2000 binnen dat van het waterschap Hunze en Aa's.

## Kleine Munte
In 1967 ging het grootste deel van waterschap op in Oldambt. Het deel dat afwaterde op het Winschoterdiep ging, volgens het Groninger Archiefnet, over naar de Kleine Munte. Het is echter onduidelijk wat wordt bedoeld, omdat de Kleine Munte al in 1930 was opgegaan in de Tripscompagnie Oostkant. Het kan zijn dat feitelijk dit laatste waterschap werd bedoeld.
Waarschijnlijker is het echter dat het waterschap voor een deel van het gebied is blijven voortbestaan onder de naam Kleine Munte (mogelijk zelfs zonder bestuur), dat ten slotte in 1989 opging in Gorecht.